# Альваро Медран
Альваро Медран (ісп. Álvaro Medrán, нар. 15 березня 1994, Дос-Торрес) — іспанський футболіст, півзахисник клубу «Райо Вальєкано».
Виступав, зокрема, за клуби «Реал Мадрид» та «Алавес», а також молодіжну збірну Іспанії.

## Клубна кар'єра
Народився 15 березня 1994 року в місті Дос-Торрес. У дитячі роки змінив декілька футбольних шкіл, доки 2011 року не потрапив до академії мадридського «Реала».
2012 року почав виступи за третю команду «Реала» третьому іспанському дивізіоні, в якій провів два сезони, взявши участь у 47 матчах чемпіонату. З 2014 року залучався до матчів другої команди «вершкових» «Реал Мадрид Кастілья» у Сегунді.
Успішна гра в другій команді привернула увагу тренерського штабу і, зокрема, Карлоса Анчелоті до перспективного півзахисника, який сезон 2014/15 розпочав у складі «вершкових». Відіграв п'ять ігор за головну команду «Реала», включаючи два матчі Ла-Ліги, але так і не вдалося виграти конкуренцію в плеяди Іско, Бейла, Модрича. 
Не маючи особливих перспектив у «королівському клубі», влітку 2015 року, на умовах річної оренди, Альваро приєднався до «Хетафе», за який він провів 20 матчів і двічі відзначився забитими голами. Але це не помогло команді, яка опустилася в нижчий дивізіон, за підсумками сезону.
Але Альваро Медран залишився в Ла-Дізі, адже 11 липня 2016 року він уклав чотирирічний контракт з «Валенсією». В тому ж сезоні провів за команду 21 гру та забив 3 гола.
У лавах валенсійців також не зміг стати важливою фігурою на футбольному полі, тож більшу частину сезону 2017/18 провів в оренді в «Алавесі», а на наступний сезон також як орендований гравець перебрався до «Райо Вальєкано».

## Виступи за збірні
2013 року дебютував у складі юнацької збірної Іспанії, взяв участь у 3 іграх на юнацькому рівні.
2014 року провів одну гру за молодіжну збірну країни.

## Статистика виступів

### Статистика клубних виступів
Станом на 8 жовтня 2018 року
| Сезон                            | Команда                          | Чемпіонат                        | Чемпіонат | Чемпіонат | Національний кубок | Національний кубок | Національний кубок | Континентальні кубки | Континентальні кубки | Континентальні кубки | Інші змагання | Інші змагання | Інші змагання | Усього | Усього |
| Сезон                            | Команда                          | Ліга                             | Ігор      | Голів     | Ліга               | Ігор               | Голів              | Ліга                 | Ігор                 | Голів                | Ліга          | Ігор          | Голів         | Ігор   | Голів  |
| -------------------------------- | -------------------------------- | -------------------------------- | --------- | --------- | ------------------ | ------------------ | ------------------ | -------------------- | -------------------- | -------------------- | ------------- | ------------- | ------------- | ------ | ------ |
| 2012–13                          | «Реал Мадрид C»                  | СДБ                              | 18        | 3         | -                  | -                  | -                  | -                    | -                    | -                    | -             | -             | -             | 18     | 3      |
| 2013–14                          | «Реал Мадрид C»                  | СДБ                              | 29        | 10        | -                  | -                  | -                  | -                    | -                    | -                    | -             | -             | -             | 29     | 10     |
| Усього за «Реал Мадрид C»        | Усього за «Реал Мадрид C»        | Усього за «Реал Мадрид C»        | 47        | 13        |                    | -                  | -                  |                      | -                    | -                    |               | -             | -             | 47     | 13     |
| 2013–14                          | «Реал Мадрид Кастілья»           | СД                               | 9         | 2         | -                  | -                  | -                  | -                    | -                    | -                    | -             | -             | -             | 9      | 2      |
| 2014–15                          | «Реал Мадрид Кастілья»           | СДБ                              | 25        | 6         | -                  | -                  | -                  | -                    | -                    | -                    | -             | -             | -             | 25     | 6      |
| Усього за «Реал Мадрид Кастілья» | Усього за «Реал Мадрид Кастілья» | Усього за «Реал Мадрид Кастілья» | 34        | 8         |                    | -                  | -                  |                      | -                    | -                    |               | -             | -             | 34     | 8      |
| 2014–15                          | «Реал Мадрид»                    | ПД                               | 2         | 0         | КІ                 | 2                  | 0                  | ЛЧ                   | 1                    | 1                    | СУ+СІ+КЧС     | 0             | 0             | 5      | 1      |
| 2015–16                          | «Хетафе»                         | ПД                               | 20        | 2         | КІ                 | 0                  | 0                  | -                    | -                    | -                    | -             | -             | -             | 20     | 2      |
| 2016–17                          | «Валенсія»                       | ПД                               | 16        | 2         | КІ                 | 4                  | 1                  | -                    | -                    | -                    | -             | -             | -             | 20     | 3      |
| серп. 2017                       | «Валенсія»                       | ПД                               | 1         | 0         | КІ                 | 0                  | 0                  | -                    | -                    | -                    | -             | -             | -             | 1      | 0      |
| Усього за «Валенсію»             | Усього за «Валенсію»             | Усього за «Валенсію»             | 17        | 2         |                    | 4                  | 1                  |                      | -                    | -                    |               | -             | -             | 21     | 3      |
| 2017–18                          | «Алавес»                         | ПД                               | 17        | 2         | КІ                 | 4                  | 0                  | -                    | -                    | -                    | -             | -             | -             | 21     | 2      |
| 2018–19                          | «Райо Вальєкано»                 | ПД                               | 4         | 0         | КІ                 | 0                  | 0                  | -                    | -                    | -                    | -             | -             | -             | 4      | 0      |
| Усього за кар'єру                | Усього за кар'єру                | Усього за кар'єру                | 141       | 27        |                    | 10                 | 1                  |                      | 1                    | 1                    |               | -             | -             | 152    | 29     |